# Wasenmeisterei (Schwarzach am Main)

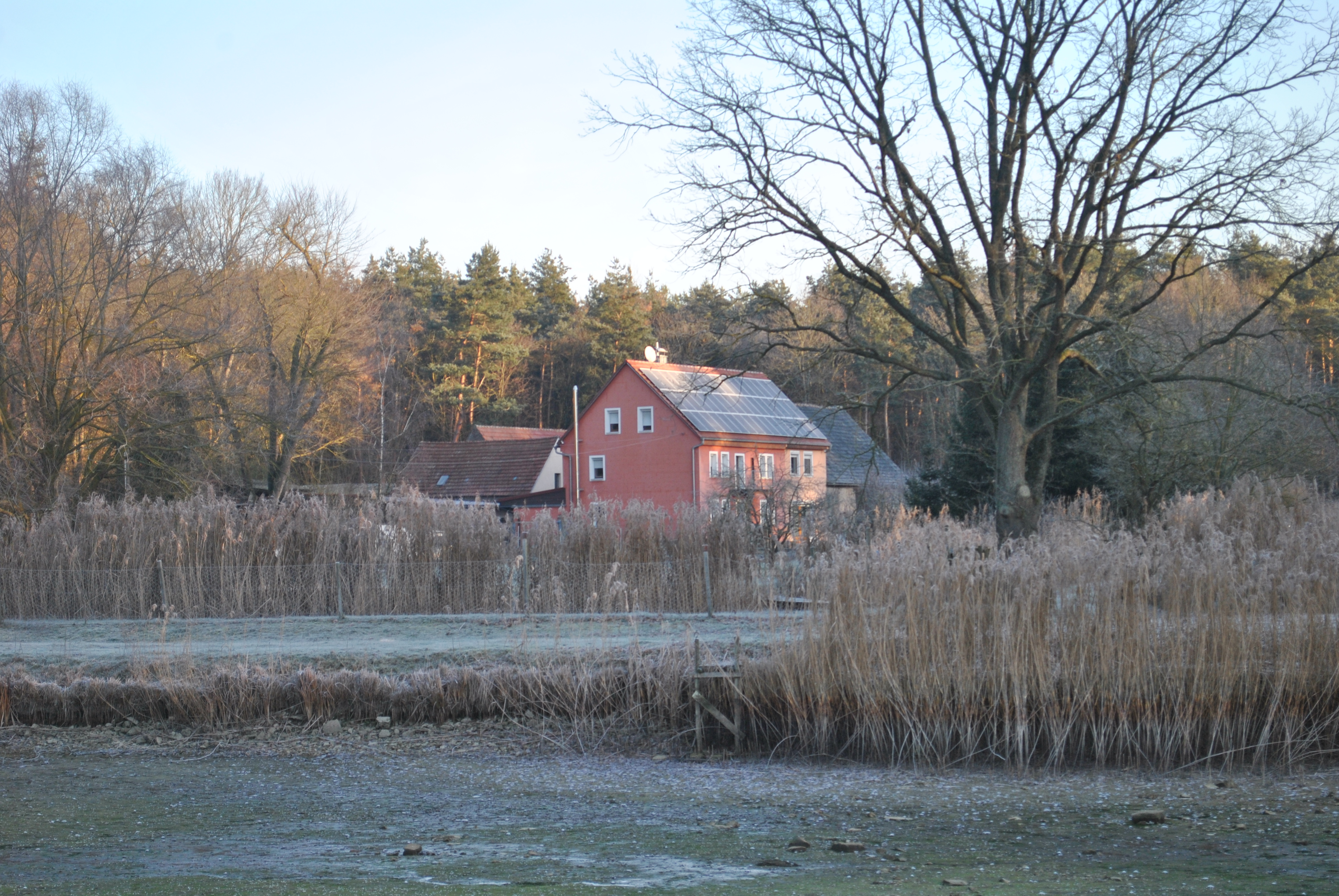
Die Baulichkeiten der ehemaligen Wasenmeisterei

Wasenmeisterei ist eine benannte Einzelsiedlung in der Marktgemeinde Schwarzach am Main im unterfränkischen Landkreis Kitzingen.
Wasenmeisterei war bis mindestens 1978 ein amtlicher Gemeindeteil von Wiesentheid.

## Geografische Lage
Der Hof Wasenmeisterei liegt im Norden der Gemarkung Düllstadt auf 205 m ü. NN am Schwarzachzufluss Seeflußgraben, der dort einige Weiher speist. Umgeben wird er auf drei Seiten von der Gemarkung des Wiesentheider Ortsteils Reupelsdorf, Die ausgedehnten Waldgebiete um den Unteren Forst (Waldabteilungen Seeholz und Krackentännig) erstrecken sich bis kurz vor das Anwesen. Im Süden befindet sich in einiger Entfernung Düllstadt, der Westen wird von Gerlachshausen-Münsterschwarzach-Stadtschwarzach ausgefüllt. Mehrere unbenannte Seen liegen um die Wasenmeisterei.

## Geschichte
Die ehemalige Wasenmeisterei ist eng mit der Kulturgeschichte der Region verbunden. Bereits seit dem Mittelalter existierten Einzelhöfe abseits der Dörfer, die von den sogenannten Wasenmeistern oder Abdeckern bewohnt wurden. Sie waren von der Obrigkeit dazu verpflichtet, die Tierkadaver ihres Bezirks zu sammeln und zu entfernen. Die Geruchsbelästigung und die Krankheitsgefahr führten dazu, dass die Wasenmeister zu den unehrlichen Berufen gerechnet wurden.
Erstmals ist eine solche Wasenmeisterei zwischen Reupelsdorf und Düllstadt im Jahr 1799 nachgewiesen. Sie wurde von Johann Jörg Beck betrieben, der wohl auch als Erbauer der Anlage war. 1829 war Michael Sedelmayer Wasenmeister. 1869 übernahm Johann Beck den Betrieb und verkaufte Häute, Leder, Seife und Leim, die aus den Tierkadavern hergestellt wurden.
Mit Georg Philipp Ungemach gelangte 1875 eine Familie in den Besitz des Anwesens, die noch heute die Baulichkeiten besitzt. Ungemach sammelte die Kadaver im Auftrag des Bezirks Unterfranken und übernahm damit eine hoheitliche Aufgabe. Er ließ wohl auch nach einem Brand 1907 die noch bestehenden Gebäude errichten, die 1910 fertiggestellt wurden. 1933 übergab er den Betrieb an Egidius Ungemach, der als letzter Wasenmeister am Reupelsdorfer Forst arbeitete. Nach 1945 übernahmen staatliche Tierkörperbeseitigungsanstalten die Aufgabe der Meisterei.
Im Jahr 1943 lebte die Witwe Barbara Ungemach auf dem Hof, ihr Sohn Egidius Ungemach junior richtete dort 1959 ein landwirtschaftliches Anwesen ein. 1960 kam Philipp Ungemach in den Besitz der Anlagen. Seit 1993 lebt Willy Ungemach in der ehemaligen Wasenmeisterei.

## Ortsteil
1871 hatte die Einöde vier Einwohner und vier Gebäude und gehörte zur Gemeinde, Schule und katholischen Pfarrei Reupelsdorf. Im Jahr 1900 gab es vier Einwohner und ein Wohngebäude. Bis 1972 war Wasenmeisterei war ein amtlich benannter Gemeindeteil der Gemeinde Reupelsdorf und kam durch deren Eingemeindung zum Markt Wiesentheid, wo Wasenmeisterei bis mindestens 1978 amtlicher Gemeindeteil war. Die Aufhebung als amtlicher Gemeindeteil erfolgte zwischen 1978 und 1987. Erst mit der Flurbereinigung und der Gemarkungsumlegung kam der Ort zum Gemeindeteil Düllstadt der Gemeinde Schwarzach am Main.
| Jahr | Einwohner | Jahr | Einwohner | Jahr | Einwohner |
| ---- | --------- | ---- | --------- | ---- | --------- |
| 1871 | 4         | 1925 | 7         | 1961 | 5         |
| 1900 | 4         | 1950 | 8         | 1970 | 6         |